# Taça Europeia de Andebol de 1959–60
A Copa Europeia de Handebol de 1959–60 foi a terceira edição da principal competições de clubes de handebol da Europa.
Na final o Frisch Auf Goppingen venceu por 18–13 o AGF Aarhus.

## Fases

### Rodada 1
| Equipe 1              | Resultado | Equipe 2             |
| --------------------- | --------- | -------------------- |
| Frisch Auf Goppingen  | wo        | Union Helsinki       |
| TV Aalsmeer           | 17–13     | BTV St. Gallen       |
| Sparta Katowice       | 13–13     | Dinamo Bucuresti     |
| Dukla Praha           | 31–19     | Borac Banja Luka     |
| Redbergslids Goteborg | bye       |                      |
| AGF Aarhus            | 24–11     | Fredensborg SBK Oslo |
| FC Porto              | 21–11     | ROC Flemallois       |
| USC Paris             | 15–12     | SC Esch              |

| Equipe 1        | Resultado | Equipe 2         |
| --------------- | --------- | ---------------- |
| Sparta Katowice | 11–14     | Dinamo Bucuresti |

### Quartas-de-finais
| Equipe 1             | Resultado | Equipe 2              |
| -------------------- | --------- | --------------------- |
| Frisch Auf Goppingen | 27–12     | TV Aalsmeer           |
| Dinamo Bucuresti     | 23–22     | Dukla Praha           |
| AGF Aarhus           | 17–16     | Redbergslids Goteborg |
| USC Paris            | 18–13     | FC Porto              |

### Semi-finais
| Equipe 1             | Resultado | Equipe 2         |
| -------------------- | --------- | ---------------- |
| Frisch Auf Goppingen | 10–8      | Dinamo Bucuresti |
| AGF Aarhus           | 20–10     | USC Paris        |

### Final
| Equipe 1             | Resultado | Equipe 2   |
| -------------------- | --------- | ---------- |
| Frisch Auf Goppingen | 18–13     | AGF Aarhus |